# Гибель хоккейной команды ВВС МВО
 Гибель хоккейной команды ВВС МВО — авиационное происшествие с самолётом Ли-2, произошедшее в субботу 7 января 1950 года вблизи аэропорта Кольцово в окрестностях Свердловска. В результате погибли все 19 находившихся на борту пассажиров и членов экипажа; 11 погибших — игроки хоккейного клуба ВВС МВО.

## Катастрофа
Военный самолёт Ли-2 (регистрационный № 42) находился в подчинении ВВС МВО и был выделен для перелёта ХК ВВС МВО на календарную игру чемпионата СССР по хоккею с шайбой сезона 1949/50 по личному указанию Василия Сталина.
В 6 часов утра самолёт вылетел с аэродрома на Ленинградском проспекте из Москвы (с промежуточной посадкой в Казани) в Челябинск. На борту, помимо 6 членов экипажа, находились 13 членов хоккейной команды ВВС МВО, направлявшиеся на матч с местным «Дзержинцем». На момент катастрофы команда ВВС была одной из сильнейших в стране — вице-чемпионом СССР сезона 1948/1949 по хоккею с шайбой.
Находясь в воздухе и получив данные о невозможности приземления из-за нелётной погоды в Челябинске, командир воздушного судна майор Иван Зотов принял решение садиться на запасном аэродроме в Свердловске. В сложных метеоусловиях (метель, сильный ветер) самолёт потерпел катастрофу — столкнулся с землёй во время захода на посадку.
Расследование катастрофы поручили Ф. Ф. Прокопенко, служившему в управлении боевой подготовки Московского военного округа. По его мнению, катастрофа произошла из-за целого ряда неблагоприятных факторов. Помимо нелётной погоды, к гибели самолёта привели негативные последствия ведомственного подхода: местные диспетчеры заводили на посадку в первую очередь «свои», пассажирские самолёты. Чтобы военный Ли-2 не создавал помех этим бортам, его отправили в зону ожидания, на верхние эшелоны.
Ожидание длилось довольно долго; за это время стемнело, сохранялась интенсивная болтанка, пассажиры на борту стали проявлять беспокойство, занервничал экипаж. Хоккеисты сбились в хвост, что для такого небольшого самолёта создавало определённые проблемы в пилотировании. В нескольких километрах от аэродрома Кольцово находилась другая, плохо оборудованная ВПП военного аэродрома Арамиль, имевшая свой радиопривод с частотами, близкими к частотам аэродрома Кольцово, и с близким курсом захода на посадку. На него-то ошибочно и настроился штурман Ли-2 капитан А. Пономарёв. Пилот И. Зотов, опытный лётчик, проходя этот привод, посадочную полосу не обнаружил и увёл самолёт на второй круг. Вновь снизившись, он включил прожектор, который в условиях интенсивного снегопада создал «экран», похожий на светящуюся стену. Это и стало последним, роковым обстоятельством. Всего было выполнено три захода на посадку. Самолёт упал в районе, где позднее была построена ныне существующая новая взлётно-посадочная полоса аэропорта Кольцово.
После падения возгорания не было, однако удар был такой силы, что выжить никому не удалось. Как отмечают очевидцы, тела были страшно изуродованы и не подлежали опознанию. Все погибшие были похоронены на кладбище посёлка Кольцово в братской могиле.
Спустя некоторое время в память о погибших на братской могиле был установлен памятник.

## Экипаж
1. Иван Зотов — командир корабля, майор
2. В. Тараненко — второй пилот
3. А. Пономарёв — штурман, капитан
4. М. Фомичёв — бортмеханик, капитан
5. М. Демченко — бортрадист, лейтенант
6. И. Лукьянов — бортмеханик, старший сержант

## Погибшие члены хоккейной команды ВВС
1. Борис Бочарников — защитник, играющий тренер; игрок сборной Москвы (1948)[4]
2. Василий Володин — нападающий
3. Евгений Воронин — защитник
4. Юрий Жибуртович — нападающий
5. Зденек Зикмунд — нападающий; игрок сборной Москвы (1948)
6. Николай Исаев — второй вратарь команды ВВС
7. Харий Меллупс — вратарь; игрок сборной Москвы (1948)
8. Александр Моисеев — нападающий
9. Иван Новиков — нападающий; игрок сборной Москвы (1948)
10. Юрий Тарасов — нападающий; игрок сборной Москвы (1948), брат Анатолия Тарасова
11. Роберт Шульманис — защитник
12. Э. Альперин — врач команды ВВС
13. Алексей Галкин — массажист команды ВВС

## Спасшиеся члены ХК ВВС МВО и последствия трагедии для команды
- Всеволод Бобров — на начало января 1950 года — новичок ХК ВВС МВО. По официальной версии, изложенной, в том числе, в его воспоминаниях, опоздал на самолёт, поскольку у него не прозвонил заведённый на 4:00 исправный будильник, и он проспал. Хотя вылет был задержан на 2 часа, команда полетела без него. В итоге Бобров поехал до Челябинска на поезде. Вечером он доехал до Куйбышева, когда по поезду объявили: «Капитан Бобров, зайдите в военную комендатуру!» Там он и узнал о трагедии[5].
- Николай Александрович Кольчугин — администратор ХК ВВС МВО, которого тренер команды Б. М. Бочарников прямо из самолёта отправил за Бобровым. По версии Виктора Шувалова, Кольчугин остался в Москве, так как должен был на следующий день заявлять Всеволода Боброва в спорткомитете. Кольчугин оформил заявку Боброва и купил ему билет на поезд.
- Виктор Шувалов — перешёл в ХК ВВС МВО из Челябинска, а потому не был взят на выезд, чтобы «не попасть под гнев» челябинских болельщиков. Прожил 97 лет.
- Александр Виноградов — капитан ХК ВВС МВО, который по итогам последней игры перед вылетом был дисквалифицирован на два матча. Он мог полететь на матч, но в самолёте его не было (заявлено, что он получил микротравму).
- Матвей Гольдин — главный тренер ХК ВВС МВО. За несколько недель до катастрофы он был отстранён от своих обязанностей за то, что после неудачного для ВВС матча с «Динамо» поздравил с хорошей игрой отличившегося у соперников Василия Трофимова — не зная, что за спиной находится болезненно воспринявший проигрыш Василий Сталин.

В последующие после катастрофы дни был объявлен срочный набор в команду ВВС. В команду вернулись Андрей Чаплинский, Александр Стриганов, Александр Афонькин, пришли ряд новичков — вратарь Борис Тропин, защитник Евгений Рогов, форвард Анатолий Архипов. Вместе с Виноградовым (которому оперативно аннулировали дисквалификацию) и Шуваловым их посадили в поезд и отправили в Челябинск, где предстояло провести первую игру. В итоге команда на матч вышла, играющим тренером был заявлен Всеволод Бобров. Игра завершилась со счётом 8:3 в пользу москвичей. После игры члены команды прибыли в Свердловск на похороны погибших товарищей.
Информация об авиакатастрофе не распространялась. Только спустя 19 лет в еженедельнике «Футбол-Хоккей» вышла первая публикация о гибели команды ВВС, написанная журналистом Владимиром Пахомовым. В заметке «Знаменитая команда» он впервые привёл список 11 погибших хоккеистов и членов делегации. «Мне, её автору, пришлось затратить немало усилий, чтобы в Главлите получить разрешение на публикацию», — вспоминал Пахомов.
В этой же публикации утверждалось, что катастрофа произошла 5 января 1950 года — эта дата долгое время считалась официальной. Точную дату гибели команды установил тот же Владимир Пахомов после многолетних исследований.
В отчётах о матчах команды ВВС, игравшихся после авиакатастрофы, в центральной прессе не упоминались фамилии авторов заброшенных шайб, за исключением Всеволода Боброва, Виктора Шувалова и новичков команды. Это позволяло хранить некоторое время от болельщиков в тайне гибель команды.
Среди новичков, дебютировавших в составе ВВС после гибели основного состава, были вратарь Николай Пучков, впоследствии олимпийский чемпион и чемпиона мира в составе сборной СССР, защитники Павел Жибуртович, младший брат погибшего Юрия, и Виктор Тихонов, впоследствии известный хоккейный тренер. ВВС до последней игры сохранял шансы занять призовое место. Лишь поражение в проходившем под сильный снегопад последнем матче с рижским «Динамо» со счётом 3:4 лишило клуб бронзовых медалей: от третьего места его отделило всего одно очко.
В межсезонье команда стараниями Василия Сталина усилилась и в последующие три сезона была чемпионом СССР. В 1953 году, после смерти Иосифа Сталина команду расформировали, объединив состав с клубом ЦДСА.

## Начальная заявка команды ВВС на сезон-1949/50[9]
- Вратари: Николай Исаев, Харий Меллупс, Николай Пучков.
- Защитники: Борис Бочарников, Александр Виноградов, Евгений Воронин, Андрей Чаплинский.
- Нападающие: Александр Афонькин, Валерий Володин, Юрий Жибуртович, Зденек Зикмунд, Александр Моисеев, Иван Новиков, Евгений Рогов, Юрий Тарасов, Виктор Шувалов, Роберт Шульманис.